# Ракович, Владимир Владимирович
Владимир Владимирович Ракович (род. 18 марта 1941 год) — белорусский тренер по легкой атлетике, заслуженный тренер Республики Беларусь.

## Биография
Подготовил 11 мастеров спорта международного класса, среди которых Андрей Никулин, Владимир Потапенко, Виктор Рудеников, Сергей Кравченко, Виктор Бельский, Вячеслав Сафронов. По словам последнего, многие спортсмены выбрали со временем тренерскую работу, ориентируясь на Владимира Раковича, его характер и спортивную форму.
Воспитал 7 учеников экстра-класса, которые прыгают за 8 метров, в частности Александра Главацкого и участника летних Олимпийских игр 1980 года Виктора Бельского. Тренер Вячеслав Сафронов считает, что консультации и помощь Владимира Раковича помогли Дмитрию Островскому, ученику Сафронова, стать серебряным призёром чемпионата мира в 2008 году. Также Ракович консультировал спортсменку Юлию Нестеренко. Александр Главацкий, тренировавшийся у Раковича на протяжении 17 лет, характеризует его как очень терпеливого наставника.
Тренер Владимир Шагун также когда-то был подопечным Владимира Раковича. Именно Ракович посоветовал Шагуну начать заниматься со спортсменкой Виолеттой Скворцовой, рассмотрев в ней необходимый для победителя потенциал и заметив, что задатки будущей чемпионки были видны по тому, как она готовилась к детским соревнованиям и настраивалась на победу. Был тренером Жанны Гуреевой.
Тренер высшей категории.